# Спринт (біатлон)
Спринт (англ. sprint — біг на короткі дистанції) — вид біатлонної гонки на 10 км для чоловіків та юніорів, на 7,5 км для жінок, юніорок і юнаків, і на 6 км для дівчат з двома вогневими рубежами.

## Опис
У спринтерських гонках бере участь найбільша кількість спортсменів. Усім їм присвоюються стартові номери, кожен з яких дає право стартувати через 30 секунд після володаря попереднього номера.
Біатлонний спринт є найкоротшою гонкою серед усіх існуючих дисциплін. Він складається з трьох кіл і містить дві стрільби (по 5 пострілів) — лежачи і стоячи (саме в такій послідовності). За кожен промах біатлоніст, що зробив його, змушений пробігти одне штрафне коло, довжина якого становить 150 метрів.
Важливою особливістю біатлонного спринту також є той факт, що за підсумками фінішного протоколу визначається старт лист гонки переслідування (пасьют), якщо вона входить в календар конкретного змагання. У пасьют відбираються кращі 60 біатлоністів за підсумками спринту, які стартують з тим відставанням і в тому порядку, в якому вони завершили спринтерську гонку.

## Історія
Спринтерські гонки у чоловіків до 2001 року називалися індивідуальними гонками на 10 км. До 1989 року дистанції спринту у жінок становила 5 км і носила назву індивідуальної гонки на 5 км, з 1989 по 2000 роки — індивідуальної гонки на 7,5 км.